# Futura (álbum de Ana Malhoa)
Futura é o décimo primeiro álbum de estúdio a solo da cantora portuguesa Ana Malhoa, lançado em Portugal a 29 de abril de 2016, pela editora Espacial e pela Paradise Entertaiment, editora de Ana Malhoa e seu ex-marido, Jorge Moreira, fundada em 2011. Diferente do último álbum de estúdio de Ana, Futura também foi disponibilizado em cópias físicas.
Também diferente dos trabalhos anteriores de Ana, Futura, teve a coprodução de Jorge Moreira, sendo maioritariamente em língua espanhola, com menos influências da música popular portuguesa, pop e com mais influências do reggaeton.
O primeiro single promocional, "Futura", foi lançado a 3 de fevereiro de 2016. Trata-se de uma versão da canção "Visionary", do porto-riquenho Farruko. [carece de fontes?] e na nona posição no Portugal Singles Chart. "Dame Un Besito", segundo single do álbum, foi lançado a 24 de março de 2016. O vídeo da canção, em que Ana surge de roupa interior e t-shirt no chuveiro, foi considerado o mais polémico da carreira de Ana e obteve 100 mil visualizações em 24 horas, [carece de fontes?] e na quarta posição no Portugal Singles Chart. Os telediscos possuem mais de 690 mil e 1,5 milhão de visualizações no Youtube respectivamente.
O terceiro single, "Contigo Pierdo la Cabeza", foi lançado promocionalmente para as rádios no dia 7 de abril de 2016 e atingiu a 19ª posição na lista das canções mais executadas nas rádios portuguesas. O disco foi considerado como ficando abaixo do esperado, tanto pela recepção da crítica quanto pelo seu desempenho comercial, atingindo a 30ª do Top 50 de álbuns mais vendidos de Portugal, da Associação Fonográfica Portuguesa, permanecendo sete semanas no top 50, com 3.450 cópias vendidas.

## Faixas
| N.º | Título                     | Compositor(es) | Duração |  |
| 1.  | "Dame Un Besito"           | Jorge Moreira, Ana Malhoa | 3:05    |  |
| 2.  | "Contigo Pierdo la Cabeza" | Jorge do Carmo, Jorge Moreira, Ana Malhoa | 4:07    |  |
| 3.  | "Amor Incondicional"       | Jorge Moreira, Ana Malhoa | 3:26    |  |
| 4.  | "Corazon Acelerado"        | Jorge Moreira, Ana Malhoa | 3:38    |  |
| 5.  | "Travesuras"               | Jorge Moreira, Ana Malhoa | 3:10    |  |
| 6.  | "Nota de Amor"             | Jorge Moreira, Ana Malhoa | 3:53    |  |
| 7.  | "No Sales de Mi Mente"     | Jorge Moreira, Ana Malhoa | 3:25    |  |
| 8.  | "El Perdon"                | Jorge Moreira, Ana Malhoa | 3:00    |  |
| 9.  | "Fantasia"                 | Jorge Moreira, Ana Malhoa | 4:28    |  |
| 10. | "Abrazame Otra Vez"        | Jorge Moreira, Ana Malhoa | 3:18    |  |
| 11. | "Futura (Visionary)"       | Carlos Efren Reyes Rosado, Eduardo Lopez, Eliezer Garcia, Freddy Montalvo, Jesus Manuel Benitez Hiraldo, José Carlos Cruz, Noah K. Assad, Rafael Jimenez Versão por: Ana Malhoa, Jorge Moreira | 4:02    |  |

## Posições
| \| Paradas (2016) \| Posições \| \| -------------- \| -------- \| \| Portugal - AFP \| 30[7] \| |          |
| Paradas (2016)                                                                                  | Posições |
| Portugal - AFP                                                                                  | 30       |

## Histórico de lançamento
| País     | Data                | Formato              | Gravadora                       |
| -------- | ------------------- | -------------------- | ------------------------------- |
| Portugal | 29 de abril de 2016 | Download digital, CD | Espacial, Paradise Entertaiment |
| Mundo    | 29 de abril de 2016 | Download digital, CD | Espacial, Paradise Entertaiment |